# Разговорът между Ейрос и Кармион
„Разговорът между Ейрос и Кармион“ (на английски: The Conversation of Eiros and Charmion) е научнофантастичен разказ за апокалипсиса от Едгар Алън По, публикуван през декември 1839 г.

## Сюжет
Двама души, преименувани на Ейрос и Кармион след смъртта, обсъждат начина, по който е дошъл апокалипсиса. Ейрос, кйто е умрял на края на света, разказва обстоятелствата на Кармион, който е умрял 10 дни по-рано. Нова комета влиза в Слънчевата система и преминава много близо до Земята. При това първоначално хората получават ободрение, но после изпадат в делириум. Причината е, че при преминаването си кометата е изнесла целия азот от атмосферата, оставяйки чист кислород.

## Анализ
По описва в този разказ страха през 1830-те заради предсказанията на Уилям Милър за края на света през 1843 – 1844.

## Публикуване
За първи път разказът е публикуван през декември 1839 в Burton's Gentleman's Magazine и същия месец е включен в сборника Гротески и арабески.